# Campanula fenestrellata
Campanula fenestrellata là loài thực vật có hoa trong họ Hoa chuông. Loài này được Feer mô tả khoa học đầu tiên năm 1889.